# Гамбіт коня
Гамбіт коня — різновид прийнятого королівського гамбіту в шахах. Починається ходами:
1. e2-e4 e7-e5 2. f2-f4 e5:f4 3. Кg1-f3
Відноситься до відкритих дебютів.

Ходом 3. Кg1-f3 білі попереджають можливий випад чорного ферзя на h4 і планують ходом d2-d4 встановити контроль за центром.
Гамбіт коня - найпопулярніше продовження після 2. ... e5:f4. Це найбільший розділ королівського гамбіту з безліччю гострих розгалужень.

## Основні варіанти

### Класичний захист
- 3. …g7-g5 . Основна ідея: чорні прагнуть утримати гамбітного пішака f4, а також готують хід 4. …g5-g4 з тим, щоб відкинути ворожого коня і перейти в контратаку. У ряді варіантів, однак, чорні відмовляються від просування 4. ... g5-g4, вважаючи за краще надійне продовження 4. …Cf8-g7.
  - 4. Кb1-c3 — див. Гамбіт Квааде.
  - 4. d2-d4 — див. Гамбіт Розентретера.
  - 4. Сf1-c4
    - 4. …Кb8-c6 — гамбіт Блачлі.
    - 4. …g5-g4
      - 5. Cc4:f7+ — див. Гамбіт Лоллі.
      - 5. d2-d4 — див. Гамбіт Гулам Кассіма.
      - 5. Kb1-c3 — див. Гамбіт Мак-Доннелла.
      - 5. 0-0 — див. гамбит Полеріо — Муціо.
      - 5. Кf3-e5 — див. Гамбіт Сальвіо.
        - 5. …Фd8-h4+ 6. Крe1-f1
          - 6. …Кg8-h6 7. d2-d4 f4-f3 — див. Гамбіт Зільбершмідта.
          - 6. …Кg8-h6 7. d2-d4 d7-d6 — Контратака Андерсена.
          - 6. …f4-f3 — див. Гамбіт Кохрена.
          - 6. …Кb8-c6 — див. Гамбіт Герцфельда.

    - 4. …Сf8-g7
      - 5. 0-0 — див. Гамбіт Ганштейна.
      - 5. h2-h4 — див. Гамбіт Греко — Філідора.

  - 4. h2-h4 g5-g4
    - 5. Кf3-g5 — див. Гамбіт Альгайера.
    - 5. Кf3-e5 — див. Гамбіт Кизерицького.

### Інші системи захисту
- 3. …Кg8-e7 — варіант Бонч-Осмоловського.
- 3. …f7-f5 — контргамбіт Джануціо.
- 3. …d7-d6 — див. Захист Фішера.
- 3. …h7-h6 — див. Захист Беккера.
- 3. …Kg8-f6 — див. Захист Шаллопа.
- 3. …Кb8-c6
- 3. …Cf8-e7 — див. Гамбіт Каннінгема.
  - 4. Сf1-с4 Kg8-f6 — Захист Ейве.
  - 4. Сf1-с4 Ce7-h4+ 5. g2-g3 — Гамбіт Бертена.
  - 4. Cf1-c4 Ce7-h4+ 5. g2-g3 f4:g3 6. O-O g3:h2+ 7. Крg1-h1 — Гамбіт трьох пішаків.
- 3. … d7-d5 — сучасний захист.
  - 4. e4:d5 Кg8-f6 5. Сf1-b5+ c7-c6 6. d5:c6 b7:c6 7. Сb5-с4 Кf6-d5 — варіант Ботвинника.